# قدرت بهادری
قدرت بهادری (زاده ۳۰ ژانویهٔ ۱۹۸۸) یک بازیکن فوتسال اهل مشهد ایران است. او هم‌اکنون عضو تیم فرش آرا مشهد است.